# Museo de la Casa Rosada
El Museo de la Casa Rosada (conocido también por su nombre original, Museo del Bicentenario) es un museo argentino emplazado en las antiguas galerías de la Aduana de Taylor de la ciudad de Buenos Aires, inaugurado el 24 de mayo de 2011. Funciona como anexo de la Casa Rosada y expone unas 10.000 piezas históricas que pertenecieron a muchos presidentes de la República Argentina, originarias de la colección del Museo Presidencial Casa Rosada. Fue inaugurado en el año 2011 durante la presidencia de Cristina Kirchner.
Abrió sus puertas con el nombre de «Museo del Bicentenario», pero durante el gobierno de Mauricio Macri llevó el nombre de «Museo Casa Rosada». El presidente Alberto Fernández revirtió la decisión apenas unos meses en el poder en el 2020, sin embargo, la gestión de Javier Milei le impuso el nombre de «Museo de la Casa Rosada» a principios de 2024.
Contiene fotografías, pinturas y material audiovisual que recrean en una línea de tiempo los distintos períodos históricos del país. También exhibe objetos históricos hallados en excavaciones, los restos arqueológicos del Fuerte de Buenos Aires, y la obra mural Ejercicio plástico del artista mexicano David Alfaro Siqueiros, que data de 1933. La superficie total del edificio es de 5000 metros cuadrados, presenta algunos techos y paredes de vidrio que intensifican su luminosidad. Cuenta también con una confitería y una tienda de recuerdos.
El 10 de diciembre de 2011 fue la sede elegida para la jura y asunción de los ministros designados por Cristina Fernández de Kirchner para su segundo mandato presidencial, para la jura de ministros de Mauricio Macri el 10 de diciembre de 2015, y de la Asunción de ministros de Alberto Fernández el 10 de diciembre de 2019. El lugar es utilizado por la presidencia para reuniones multitudinarias.

## Muestra permanente

### El mural
Como parte de la colección permanente que exhibe el Museo del Bicentenario se destaca el mural Ejercicio plástico, considerado como una obra destacada del muralismo latinoamericano, pintado en 1933 por el artista David Alfaro Siqueiros, junto a sus colegas argentinos Lino Enea Spilimbergo, Antonio Berni y Juan Carlos Castagnino, y el escenógrafo uruguayo Enrique Lázaro.
En el 2003 el mural fue declarado Bien de Interés Histórico Artístico Nacional mediante el decreto 1045/2003, medida que impidió la venta de la obra y su salida del país. En el año 2008 fue trasladado a un taller de restauración ubicado en Plaza Colón. En el 2009 el Congreso Nacional lo declaró "de utilidad pública y sujeto a expropiación".

### Línea temporal audiovisual
Una vez inaugurado el entonces Museo del Bicentenario se componía de catorce cámaras o recintos interiores, delimitados por los arcos de la vieja Aduana de Buenos Aires, que representan puntos en una línea de tiempo de la historia argentina. En el centro de cada cámara grandes pantallas reproducen vídeos sobre el período histórico reseñado y a su alrededor se encuentran diversos objetos de la época, como urnas para el sufragio, objetos personales, obras de arte, publicaciones periódicas, afiches y literatura política. Sin embargo, cada gestión modifica los períodos históricos de acuerdo a la visión historiográfica a la que adhieran, alternando también los objetos en exhibición.
La línea temporal original, que existía durante la presidencia de Cristina Fernández de Kirchner, se dividía en las siguientes cámaras:
- Arco N° 01: "De la Revolución" (1810-1829)

Esta cámara contiene varios manuscritos relacionados con la Revolución de Mayo de 1810 y los hechos posteriores más destacados:
- La Declaración de la Libertad de Vientres (parte de la colección de manuscritos de la Asamblea del Año XIII), que garantizaba la libertad de los hijos de esclavos como primer paso para la abolición.

- La Declaración de la Abolición de los títulos de Nobleza, que anulaba todas la prerrogativas de sangre y nacimiento sobre los habitantes del territorio nacional.

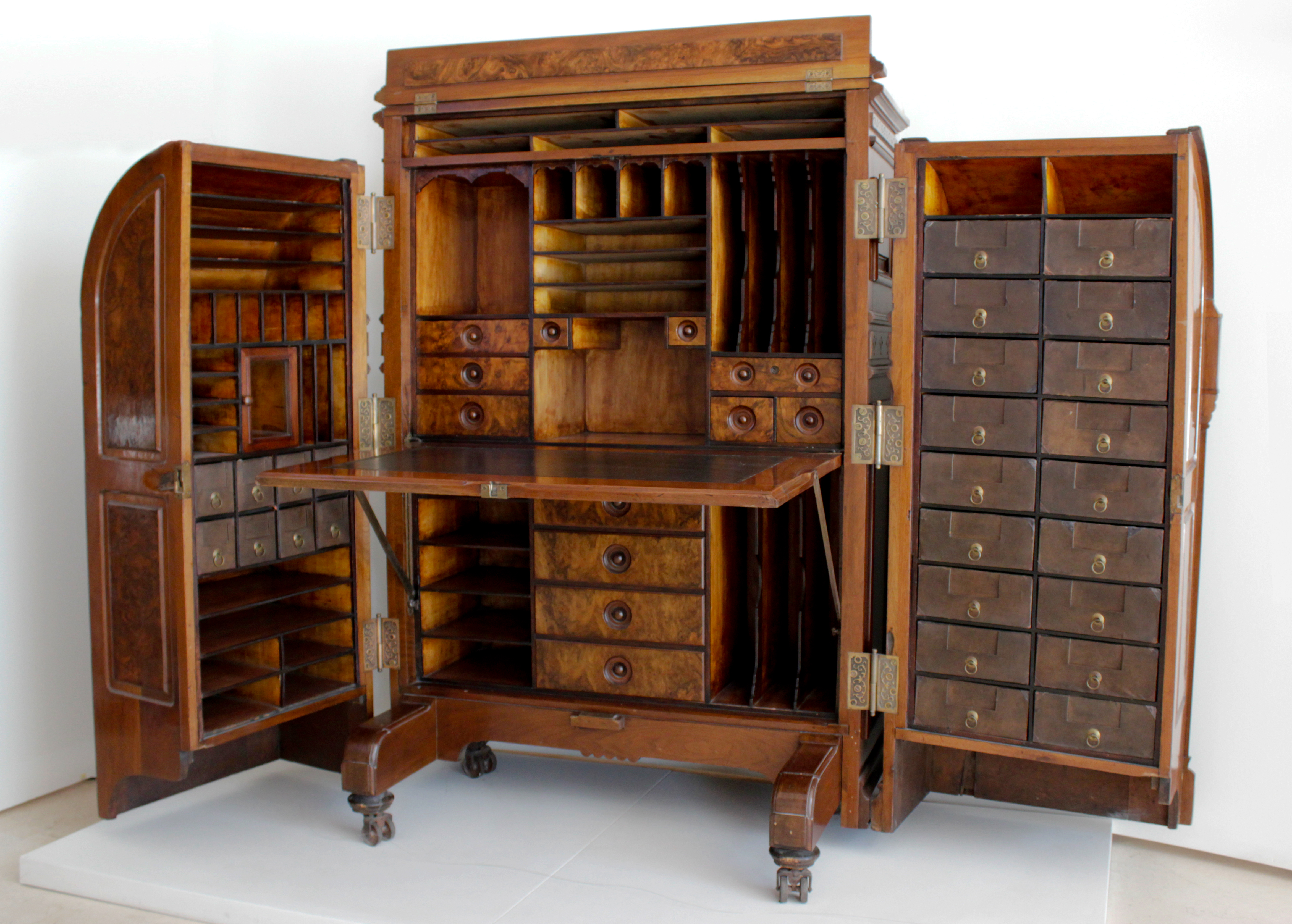
El Secreter del Presidente Domingo Faustino Sarmiento es una de las valiosas piezas de la colección permanente del Museo del Bicentenario.

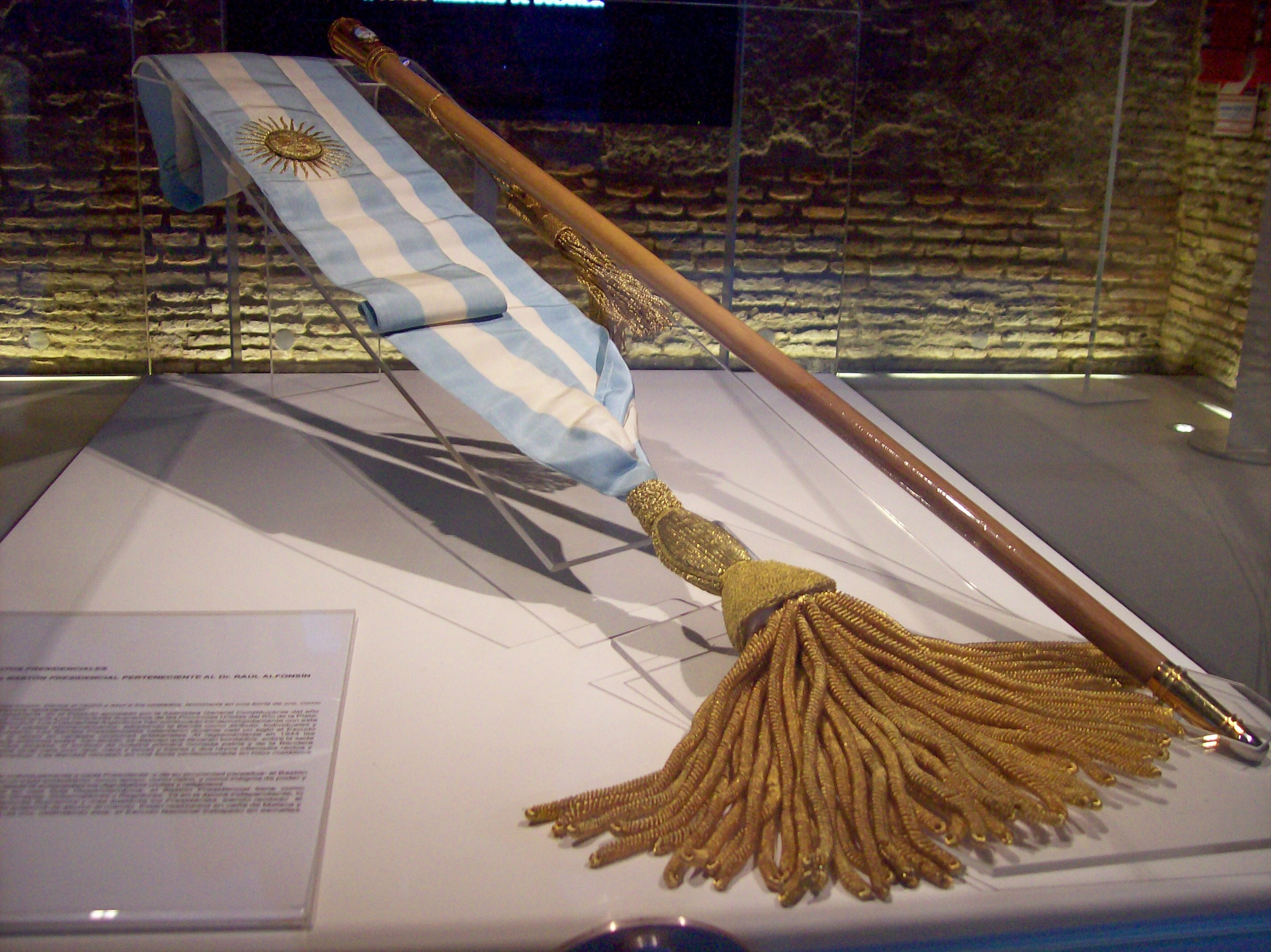
Banda y bastón presidencial del presidente Raúl Alfonsín en el Museo del Bicentenario

Artículos incluidos en este arco: "Ataque por los Ingleses a Buenos Aires" (litografía coloreada - 1807), "Los Ingleses atacan a Buenos Ayres y son rechazados" (grabado a mano negra - Madrid - 1807), "Soldados de Regimientos Patriotas" (varias reproducciones de acuarelas originales de la época), Manuscritos varios.
- Arco N° 02: "La anarquía. Rosas, el restaurador de las leyes. Unitarios y Federales" (1829-1861)

Artículos incluidos en este arco: "Sillón Presidencial" (1860), "Fragmento de Cadena" (1845), "Constituyentes de 1853" (Destouches-Lemercier, París - litografía 1955), "Combate de la Vuelta de Obligado" (Lemercier, París - litografía 1850), "Constitución de la Confederación Argentina" (1860), "Escudo de la Confederación Argentina" (Entre Ríos - 1855), "Retrato del Brig. Gral. Juan Manuel de Rosas" (litografía retocada 1845).
- Arco N° 03: "Organización del Estado Nacional" (1861-1890)

Artículos incluidos en este arco: "Secreter que perteneció al presidente Domingo F. Sarmiento" (un escritorio y archivo de avanzada, importado de los Estados Unidos de América.), "Vista de Buenos Aires" (litografía coloreada de Luis Lebreton), "Vajilla que perteneció al presidente Nicolás Avellaneda" (Porcelana inglesa, del tercer cuarto del siglo XIX, que ostenta su monograma: "N A"), "Buenos Aires a vista de pájaro" (copia de litografía de la época de una vista aérea de Buenos Aires, con la aduana Taylor al centro de la imagen).
- Arco N° 04: "Gran inmigración y el orden conservador" (1890-1916)

Artículos incluidos en este arco: "Alegoría del Centenario" (medallón de cobre plateado 1910), "Retrato de la Infanta Isabel de Borbón y Borbón" (Fotografía con dedicatoria y firma, conservada en su marco original), "Bandeja" (de loza alemana, con una vista del frente de la Casa Rosada pintada en ella), "Casa de Gobierno" (óleo sobre tela), "La Casa Rosada" (Ángel Della Valle, reproducción de litografía, vistas del frente este), "La Casa Rosada" (Ángel Della Valle, reproducción de litografía, vistas del frente oeste).
- Arco N° 05: "Del sufragio popular, el Radicalismo y las luchas sociales" (1916-1930)

Artículos incluidos en este arco: "Sombrero bombín, bastón y chalina" (pertenecieron al presidente Hipólito Yrigoyen), "Cigarrera" (de plata inglesa con dedicatoria grabada), "Condecoraciones extranjeras" (pertenecientes al presidente Marcelo Torcuato de Alvear), "Retrato del Presidente Hipólito Yrigoyen" (óleo sobre tela), "Retrato oficial del Presidente Marcelo T. de Alvear" (pintura sobre porcelana en marco original), "Mate Paraguayo" (obsequiado al presidente Hipólito Yrigoyen), "Urna electoral" (utilizada en las elecciones generales de 1916).
- Arco N° 06: "De la década Infame al ascenso de Perón" (1930-1945)

Artículos incluidos en este arco: "Par de botas militares, gorra militar y fusta" (pertenecieron al presidente general Agustín P. Justo), "Afiche" (correspondiente a la agrupación FORJA), "Galera" (Perteneciente al Presidente Roberto M. Ortiz), "Manifiesto al Pueblo" (En tintas, realizado a mano, con firma del general José Félix Uriburu).
- Arco N° 07: "El Peronismo" (1945-1955)

Artículos incluidos en este arco: "Amparo de los humildes" (afiche de 1948), "Forjador de la nueva gran Argentina" (afiche de 1948), "17 de octubre - Inconmovible" (afiche de 1946), "Revista PBT" (ejemplar de 1950), "Billetera" (souvenir del primer gobierno peronista), "Constitución año 1949" (de la nueva constitución peronista), "Muñeca "Cachirla"" (regalo que entregaba la Fundación Eva Perón.

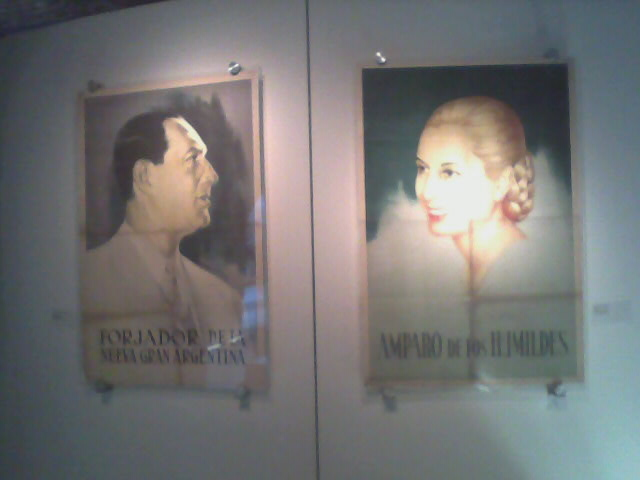
Retrato de Eva y Perón

- Arco N° 08: ""La Libertadora": La proscripción de las mayorías" (1955-1968)

Artículos incluidos en este arco: "Llave Simbólica" (otorgada al presidente Arturo Frondizi), "Asunción del Presidente Arturo Illia" (témpera sobre cartulina, de 1963), "Retrato oficial del Presidente Arturo Frondizi" (fotografía), "Sombrero de calle y anteojos" (pertenecientes al Presidente Arturo Frondizi).
- Arco N° 09: "La resistencia Peronista. Organizaciones políticas y sociales" (1968-1973)

Artículos incluidos en este arco: "1° de Mayo - Libertad a Tosco" (afiche de 1972), "Federación Gráfica Bonaerense" (afiche de 1973), "Libertad y Amnistía" (afiche de 1973).
- Arco N° 10: "Del gobierno popular al golpe de Estado" (1973-1976)

Artículos incluidos en este arco: "Cámpora" (afiche de 1973), "La vida por Perón" (afiche de 1974), "Lealtad" (afiche de 1973).
- Arco N° 11: "La dictadura militar: "El Proceso"" (1976-1983)

Artículos incluidos en este arco: "La Guerra de Malvinas" (par de cascos militares utilizados durante la guerra en 1982, y diarios de la época), "Pañuelo: Madres de Plaza de Mayo" (pañuelo bordado con la leyenda: "Aparición con vida de los desaparecidos / Madres de Plaza de Mayo").
- Arco N° 12: "La recuperación democrática y sus límites" (1983-1989)

Artículos incluidos en este arco: "Atributos Presidenciales" (banda presidencial de seda, con los colores patrios), "Alfonsín Argentinazo" (afiche de 1983), "Retrato de Raúl Ricardo Alfonsín" (fotografía de 1983).
- Arco N° 13: "El Neoliberalismo" (1989-2002)

Artículos incluidos en este arco: "Reloj Pulsera" (original, perteneciente Carlos Menem hijo; su padre, el presidente Carlos Saúl Menem comenzó a usar este objeto personal tras la desaparición física de su hijo), "Asunción Presidencial año 1999" (fotografía), "Lapicera Estilográfica" (obsequiada en 1999 por el presidente saliente, Dr. Carlos Menem, al sucesor de la presidencia Fernando De la Rúa luego del acto de firma de asunción), "Campera de Gamuza" (atuendo característico del presidente Fernando De la Rúa), "Corbata" (perteneciente al Presidente Fernando De la Rúa, utilizada durante su asunción), "Traje de Gala" (utilizado por el presidente Carlos Menem en diversos actos oficiales).
- Arco N° 14:"La recuperación política, económica y social. El Bicentenario" (2003-2010)

Artículos incluidos en este arco: "Camiseta de Fútbol" (camiseta del Racing Club de Avellaneda, perteneciente al presidente Néstor Carlos Kirchner), "Sillón" (utilizado en el despacho presidencial por los presidentes Néstor Carlos Kirchner y luego por Cristina Fernández de Kirchner), "Mocasines" (pertenecientes al presidente Néstor Carlos Kirchner), "Traje cruzado" (pertenecientes al presidente Néstor Carlos Kirchner).

### Colección de arte
En el Museo del Bicentenario se exhiben varias obras de arte entre las que se destaca Retrato del Presidente Juan Domingo Perón y su señora esposa María Eva Duarte de Perón, el Retrato Oficial del Presidente de la Nación Juan Domingo Perón y el único en el que aparece sonriente y acompañado por la primera dama, María Eva Duarte de Perón. Fue realizado en 1948 por el pintor francés Numa Ayrinhac.
| |
| Retrato del Presidente Juan Domingo Perón y su señora esposa María Eva Duarte de Perón, Numa Ayrinhac, 1948. |

|                                         |
| Cambio de guardia, Lino Scotucci, 1920. |

|                                           |
| Casa de Gobierno, Karl Kaufmann, c. 1890. |

|                                 |
| ¡Basta! Carlos Terribili, 2011. |

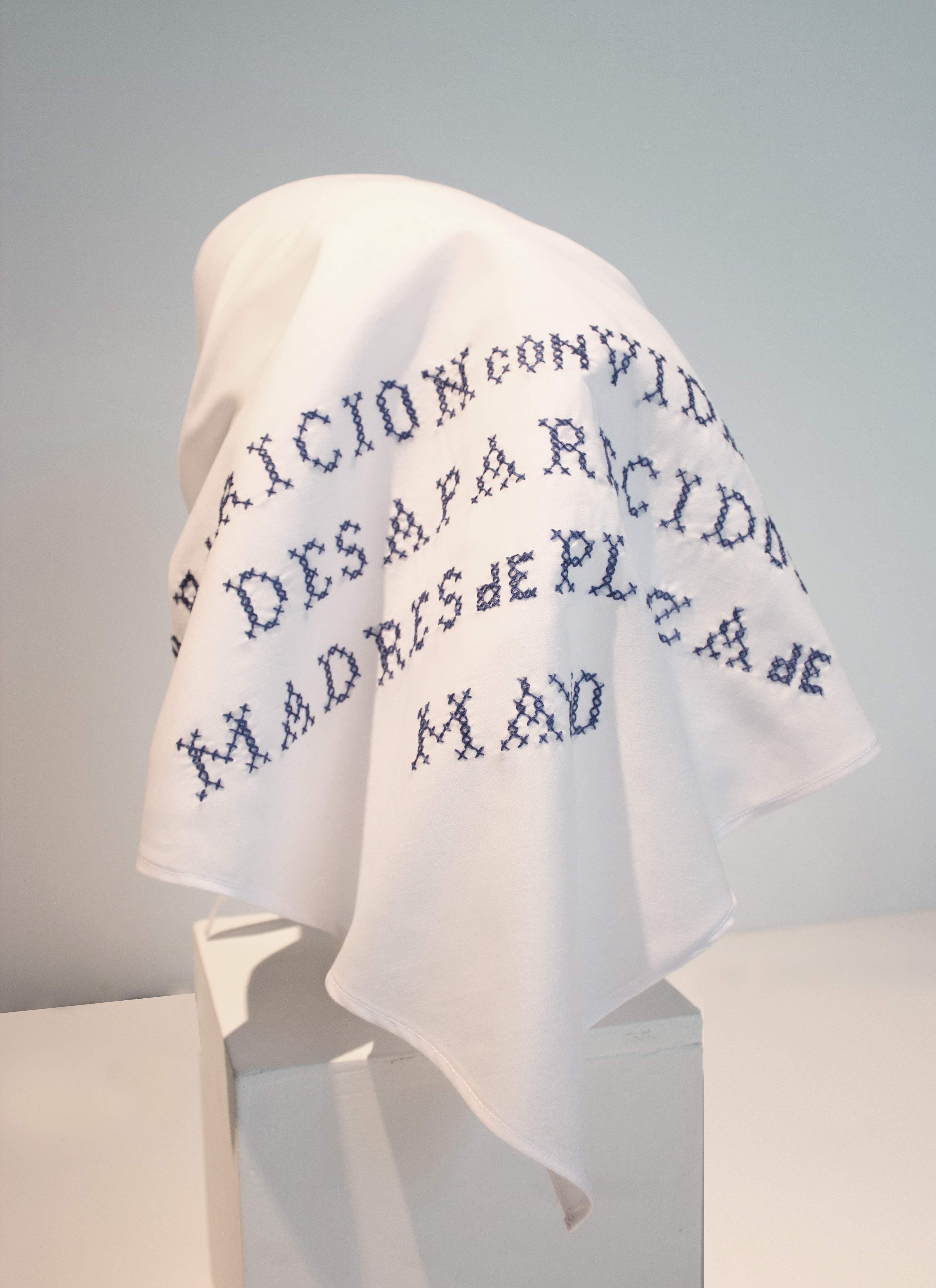
Pañuelo de las Madres de Plaza de Mayo.

También se exponen en el Museo del Bicentenario prendas que son parte de la historia de Argentina. Entre ellas está el pañuelo de las Madres de Plaza de Mayo, que ha sido y es símbolo de la lucha de las Madres desde el inicio de la desaparición ilegal de sus hijos a manos de las fuerzas de la represión militar, llevada a cabo desde mediados de la década de 1970 hasta fines de la dictadura militar en 1983. Con este pañuelo sobre la cabeza, las Madres realizaron incansablemente marchas en reclamo de la aparición de sus hijos.

## Muestras temporarias
- En Unión y Libertad: Fue inaugurada el 31 de enero de 2013 en conmemoración del Bicentenario de la Asamblea General Constituyente del año 1813. La muestra exhibió documentos únicos sobre la abolición de la inquisición y las torturas, la libertad de vientres y la supresión de los títulos de nobleza, entre otros.[14]
- Los Pesebres del Vaticano en Buenos Aires: En enero de 2013 se exhibieron ocho pesebres que en años anteriores fueron exhibidos en dependencias de los Palacios y Museos Vaticanos.[15]
- Quiera el pueblo votar: Fue inaugurada el 24 de octubre de 2012 en conmemoración del Centenario de la Ley Sáenz Peña. En la muestra se presentó una selección de objetos, afiches e imágenes relacionadas con el sufragio universal, secreto y obligatorio.[16]
- Mercedes Sosa, un pueblo en mi voz: Fue inaugurada el 19 de septiembre de 2012 y mostró los momentos más importantes de la vida y carrera artística de la cantante Mercedes Sosa mediante fotografías, videos, objetos personales y música.[17]
- 76.11 Afiches: Fue inaugurada el 11 de abril de 2012 y presentó material producido por Organismos de Derechos Humanos desde la última dictadura cívico-militar.[18]